# Conus darkini
Conus darkini is een in zee levende slakkensoort uit het geslacht Conus. De slak behoort tot de familie Conidae. Conus darkini werd in 1993 beschreven door Röckel in Korn in & G. Richard. Net zoals alle soorten binnen het geslacht Conus zijn deze slakken roofzuchtig en giftig. Zij bezitten een harpoenachtige structuur waarmee ze hun prooi kunnen steken en verlammen.